# Schip van Sinternuit
Het Schip van Sinternuit (soms: Schip van Ternuten) is volgens een sage het grootste schip dat op de wereldzeeën vaart, althans dat beweren veel matrozen en schippers.

Het schip is zo groot, dat de naam De Almacht al op een uur varen te lezen is. De kapitein rijdt op een paard het dek op en neer. Hij heeft zes weken nodig om van de boeg naar de achtersteven te komen. Op zijn schouders zitten twee raven, die alles zien wat de kapitein niet ziet en hem dat vertellen. Als de matrozen de mast in moesten, dan gingen ze als jonge man naar boven en kwamen als grijsaard naar beneden. In de mast was daarom een herberg waar ze konden overnachten. Er grazen daarboven ook koeien, voor het vlees, anders zouden ze verhongeren. De kok heeft een ketel voor de soep, die is zo groot dat hij er in een bootje in rondvaart om de soep te roeren. Bij een storm is eens een koe uit de mast in de soep gevallen, maar ze konden haar niet terugvinden. Toen de soep na het schaften op was, bleek ze onder een klinknagel onder in de ketel te zitten. Toen het schip door het Kanaal wilde varen, bleef het steken. Toen hebben ze het ingesmeerd met witte zeep. Daarna lukte het wel. Daarom zijn de rotsen van Dover wit.

Dit lijkt een oud verhaal, omdat sommige eigenschappen van de kapitein en zijn twee raven veel lijken op die van Odin met Huginn en Muninn. Ook de naam van het schip heeft iets goddelijks. Toch is het veel jonger. Het gaat om een leugenverhaal of leugensprookje (zie leugenliteratuur) en is te vergelijken met het onwaarschijnlijke verhaal van Luilekkerland. Ook de naam "Sinternuit" is een verwijzing naar de aard van het verhaal – sinternuit komt van is-t-er niet (is er niet).
Het schip is ook bekend in Noord-Friesland, maar daar heet het Mannigfual. Daar is het verantwoordelijk voor het ontstaan van het eiland Bornholm. Toen het schip in de "ondiepe" Oostzee terechtkwam, moest het een deel van de lading overboord zetten om niet vast te lopen. Dit werd het eiland.
Als in Groningen een sterk verhaal wordt verteld, zeggen ze: Dat is een schip van Ternuten.